# Helophora orinoma
Helophora orinoma là một loài nhện trong họ Linyphiidae.
Loài này thuộc chi Helophora. Helophora orinoma được Ralph Vary Chamberlin miêu tả năm 1919.